# Magritte/Ehrenpreis
Gewinner des belgischen Filmpreises Magritte als Ehrenpreis (Magritte d’honneur) seit der ersten Verleihung im Jahr 2011. Ausgezeichnet werden Filmschaffende für herausragende Leistungen.

## Preisträger
- 2011: André Delvaux, belgischer Filmregisseur (postum)
- 2012: Nathalie Baye, französische Schauspielerin
- 2013: Costa-Gavras, griechisch-französischer Filmregisseur, Drehbuchautor und Filmproduzent
- 2014: Emir Kusturica, serbisch-französischer Filmregisseur und Musiker
- 2015: Pierre Richard, französischer Schauspieler und Komiker
- 2016: Vincent Lindon, französischer Schauspieler
- 2017: André Dussollier, französischer Schauspieler
- 2018: Sandrine Bonnaire, französische Schauspielerin
- 2019: Raoul Servais, belgischer Animator
- 2020: Monica Bellucci, italienische Schauspielerin
- 2021: nicht vergeben
- 2022: Marion Hänsel, belgische Schauspielerin, Drehbuchautorin, Filmproduzentin und Filmregisseurin (postum)
- 2023: Agnès Jaoui, französische Schauspielerin und Regisseurin
- 2024: Aurore Clément, französische Theater- und Filmschauspielerin
- 2025: Gilles Lellouche, französischer Schauspieler, Filmregisseur und Drehbuchautor